# Umlaufsatz
Der Umlaufsatz von Hopf, benannt nach Heinz Hopf, ist ein mathematischer Lehrsatz aus der elementaren Differentialgeometrie. Es handelt sich um die anschaulich sofort einsichtige Aussage, dass eine ebene Kurve ohne Selbstdurchdringungen einen Punkt höchstens einmal umlaufen kann.

## Definitionen

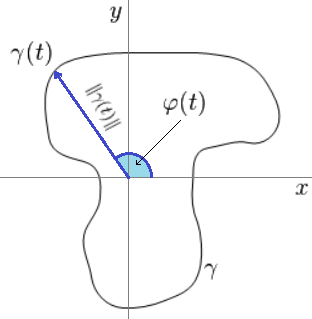
Zur Definition der Polarwinkelfunktion

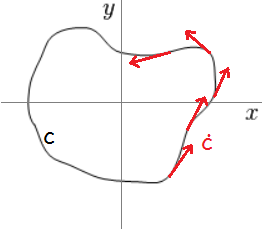
Tangentenrichtungen

Es sei {\displaystyle \gamma :[a,b]\rightarrow \mathbb {R} ^{2}\setminus \{0\}} eine stetig differenzierbare Kurve. Man nennt eine solche Kurve
- geschlossen, falls {\displaystyle \gamma (a)=\gamma (b)},
- regulär, falls die Ableitung stets ungleich 0 ist,
- einfach, falls {\displaystyle \gamma |_{[a,b)}} injektiv ist.

Bezeichnet {\displaystyle \|\cdot \|} die euklidische Norm, also den Abstand eines Vektors von 0, so gibt es eine stetige Funktion {\displaystyle \varphi :[a,b]\rightarrow \mathbb {R} }, so dass
{\displaystyle \gamma (t)=\|\gamma (t)\|\cdot (\cos \varphi (t),\sin \varphi (t))}
für alle {\displaystyle t\in [a,b]}.
{\displaystyle \varphi (t)} ist der Winkel, den die x-Achse mit dem Vektor zum Kurvenpunkt {\displaystyle \gamma (t)} einschließt.
Die Besonderheit besteht darin, dass man die sogenannte Polarwinkelfunktion {\displaystyle \varphi } stetig wählen kann, das heißt, dass der Winkel keine Sprünge macht. Dann ist {\displaystyle \textstyle {\frac {1}{2\pi }}(\varphi (b)-\varphi (a))} eine Größe, die misst, wie oft der Winkel einen Vollwinkel durchläuft.
Man kann zeigen, dass es sich im Falle geschlossener Kurven tatsächlich um eine ganze Zahl handelt, die man die Umlaufzahl {\displaystyle W_{\gamma }} von {\displaystyle \gamma } nennt.
Ist nun {\displaystyle c:[a,b]\rightarrow \mathbb {R} ^{2}} eine zweimal stetig differenzierbare, reguläre und geschlossene Kurve mit Tangentenvektor {\displaystyle {\dot {c}}}, so gilt {\displaystyle {\dot {c}}:[a,b]\rightarrow \mathbb {R} ^{2}\setminus \{0\}}, da {\displaystyle c} regulär ist. Also ist die Umlaufzahl {\displaystyle W_{\dot {c}}} wie oben für {\displaystyle \gamma } erklärt und misst, um wie viel volle Winkel sich die Tangenten bei einem Kurvenumlauf drehen. Diese Zahl wird die Tangentenumlaufzahl {\displaystyle U_{c}} der Kurve {\displaystyle c} genannt, oder einfach ihre Tangentendrehzahl.

## Formulierung des Satzes
Ist {\displaystyle c:[a,b]\rightarrow \mathbb {R} ^{2}} eine zweimal stetig differenzierbare, einfach geschlossene, reguläre Kurve, so gilt {\displaystyle U_{c}=\pm 1}.

## Bemerkungen

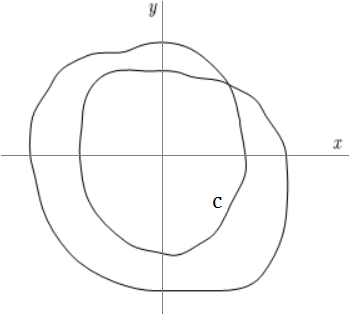
Eine Kurve mit Umlaufzahl > 1 muss einen Doppelpunkt haben.

Da die Umlaufzahl bei Änderung des Umlaufsinns der Kurve das Vorzeichen wechselt, kann die Tangentenumlaufzahl in obigem Satz nicht weiter eingeschränkt werden.
Umläuft eine stetig differenzierbare, geschlossene, reguläre Kurve den Nullpunkt mehrfach, das heißt, ist {\displaystyle |U_{c}|>1}, so kann die Kurve nach dem Umlaufsatz nicht einfach sein, das heißt, es muss mindestens einen Doppelpunkt geben. Anschaulich ist diese Aussage klar, denn um den Anfangspunkt wieder zu erreichen, muss man die Kurventeile bereits erfolgter Umrundungen überschreiten. Der mathematische Beweis verwendet im Wesentlichen die Existenz der Polarwinkelfunktion.
Schon 1857 schrieb Bernhard Riemann: „Es findet nun bei einer einfach zusammenhängenden über einen endlichen Theil der z-Ebene ausgebreiteten Fläche zwischen Anzahl ihrer einfachen Verzweigungspunkte und der Anzahl der Umdrehungen, welche die Richtung ihrer Begrenzlinie macht, die Relation statt, dass letztere um eine Einheit größer ist, als die erstere.; ...“ Mit Fläche ist das gemeint, was man heute eine riemannsche Fläche nennt. Eine Fläche, die ganz in der Ebene liegt, hat keine Verzweigungspunkte, so dass die Tangentendrehzahl (= Anzahl der Umdrehungen, welche die Richtung ihrer Begrenzslinie macht) gleich 1 sein muss. In der präzisen differentialgeometrischen Form wurde der Satz erstmals 1916 von George Neville Watson formuliert und bewiesen. Der heutige Standardbeweis geht auf Heinz Hopf zurück, der auch den Begriff Umlaufsatz einführte.